# Falmouth (condado de Cumberland)
Falmouth es un lugar designado por el censo ubicado en el condado de Cumberland en el estado estadounidense de Maine. En el Censo de 2010 tenía una población de 1.855 habitantes y una densidad poblacional de 219,23 personas por km².

## Geografía
Falmouth se encuentra ubicado en las coordenadas 43°42′41″N 70°14′25″O / 43.71139, -70.24028. Según la Oficina del Censo de los Estados Unidos, Falmouth tiene una superficie total de 8.46 km², de la cual 6.35 km² corresponden a tierra firme y (25.01%) 2.12 km² es agua.

## Demografía
Según el censo de 2010, había 1.855 personas residiendo en Falmouth. La densidad de población era de 219,23 hab./km². De los 1.855 habitantes, Falmouth estaba compuesto por el 93.91% blancos, el 0.59% eran afroamericanos, el 0.54% eran amerindios, el 3.67% eran asiáticos, el 0% eran isleños del Pacífico, el 0.32% eran de otras razas y el 0.97% pertenecían a dos o más razas. Del total de la población el 0.92% eran hispanos o latinos de cualquier raza.